# Pardosa orcchaensis
Pardosa orcchaensis là một loài nhện trong họ Lycosidae.
Loài này thuộc chi Pardosa. Pardosa orcchaensis được Pawan U. Gajbe miêu tả năm 2004.